# Debra Paget
Debra Paget, pseudonimo di Debralee Griffin (Denver, 19 agosto 1933), è un'attrice statunitense.

## Biografia

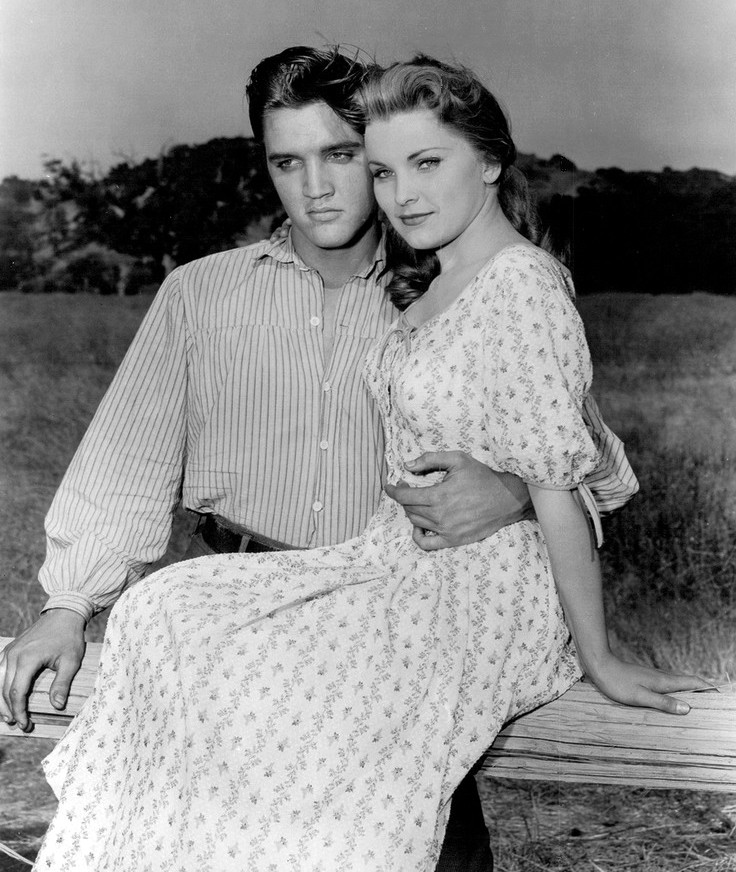
L'attrice con Elvis Presley nel film Fratelli rivali (1956)

I genitori di Debra Paget, il pittore Frank Henry Griffin e l'ex attrice Margaret Allen (nata Gibson), si trasferirono da Denver a Los Angeles durante gli anni trenta per tentare la fortuna nell'industria cinematografica. Debra era la prima di cinque figli. Anche tre dei suoi fratelli diventarono attori: Marcia, Leslie e Frank con i nomi d'arte di Teala Loring, Lisa Gaye e Ruell Shayne. Incoraggiata dalla madre ad intraprendere la carriera artistica, la giovane Debra debutta all'età di soli otto anni e nel 1946, a 13 anni, partecipa a una rappresentazione teatrale de Le allegre comari di Windsor di William Shakespeare. Nel 1948 fa il suo esordio cinematografico con il ruolo della dolce Teena Riconti, fidanzata con il gangster Richard Conte, nel noir L'urlo della città (1948) di Robert Siodmak. Per la quindicenne attrice è l'inizio di una carriera cinematografica che raggiunge l'apice  nella prima metà degli anni cinquanta.
Nel 1950 ottiene il ruolo della principessa indiana Sonseeahray (Raggio di sole sul mare) nel western L'amante indiana (1950) di Delmer Daves, che sposa lo scout Tom Jeffords (James Stewart) sacrificando la propria vita per salvare il marito. La splendente bellezza bruna e vagamente esotica della Paget viene impiegata in diverse pellicole d'avventura e in film in costume, consentendo però all'attrice solo sporadiche occasioni di allontanarsi da questo cliché, complice inoltre il contratto esclusivo che la tiene per alcuni anni legata alla Twentieth Century Fox e le impone ruoli tendenzialmente stereotipati. Durante questo periodo la Paget ottiene ruoli di protagonista in L'uccello di Paradiso (1951), accanto a Louis Jourdan, nel ruolo di Kalua, figlia di un capo indigeno delle isole dei Mari del sud, in La regina dei pirati (1951), in cui impersona la volitiva Molly LaRochelle, e in La principessa del Nilo (1954), in cui interpreta il doppio ruolo di Shalimar e Taura.
Nel 1955, all'apice della popolarità tra le maggiori star della Fox, la Paget viene prestata alla Paramount per il kolossal I dieci comandamenti (1955), diretto da Cecil B. DeMille, in cui interpreta uno dei ruoli più riusciti della sua carriera, quello della dolente Lilia. Subito dopo la Paget interrompe volontariamente l'esclusività del contratto con la Fox e viene scritturata per interpretare nuovamente una principessa indiana nel western La vergine della valle (1955), accanto a Robert Wagner e Jeffrey Hunter. L'anno successivo appare nel ruolo di Cathy Reno nel drammatico Fratelli rivali (1956), film d'esordio del giovane Elvis Presley. Nello stesso anno interpreta il suo ultimo film per la Fox, il drammatico western L'ultima caccia (1956) di Richard Brooks, ancora nel ruolo di una ragazza indiana accanto a Robert Taylor e Stewart Granger.
La carriera dell'attrice inizia la fase di declino, ma le offre ancora alcune occasioni interessanti e insolite, come la collaborazione con il regista Fritz Lang, per il quale la Paget si trasferisce in Germania e interpreta due film di stravagante ambientazione esotica, nei quali impersona la ballerina indiana Seetha, La tigre di Eschnapur (1959) e Il sepolcro indiano (1959). In quest'ultimo, indossando un audace costume, si produce in un sensuale e vigoroso numero di danza con un serpente. Le due pellicole vengono distribuite in America come saga d'avventura esotica, con il titolo Journey to the Lost City. Dopo una breve parentesi in Italia per Il sepolcro dei re (1960) di Fernando Cerchio e I masnadieri (1961) di Mario Bonnard, la Paget rientra negli Stati Uniti e conclude la propria carriera cinematografica sotto la direzione di Roger Corman in due classici dell'horror, I racconti del terrore (1962), film a episodi ispirato ai racconti di Edgar Allan Poe, e La città dei mostri (1963), tratto da una novella di Howard Phillips Lovecraft, entrambi interpretati accanto a Vincent Price.
L'attrice si ritira nel 1965, dopo un'ultima apparizione televisiva nella serie La legge di Burke. In precedenza era apparsa anche in serie quali Carovane verso il West (1958-1959) e Gli uomini della prateria (1960-1962). Nei primi anni novanta, dopo aver abbracciato la religione cristiana, l'attrice è ricomparsa sugli schermi televisivi dell'emittente televisiva a carattere religioso Trinity Broadcasting Network (TBN), per cui ha condotto lo show An Interlude with Debra Paget ed è intervenuta occasionalmente come ospite.

### Vita privata
Dopo il primo matrimonio nel 1958 con l'attore e cantante David Street, terminato dopo 4 mesi, l'attrice si risposa nel 1960 con il regista Budd Boetticher. Questa seconda unione dura appena 22 giorni ma il divorzio viene ufficializzato solo l'anno successivo. La Paget si sposa per la terza volta nel 1964 con Louis C. Kung, un magnate cino-americano del petrolio, nipote di Madame Chiang Kai-Shek. Il matrimonio, da cui nasce il figlio Greg, termina nel 1980 col divorzio.

## Filmografia

### Cinema
- L'urlo della città (Cry of the City), regia di Robert Siodmak (1948)
- L'adorabile intrusa (Mother is a Freshman), regia di Lloyd Bacon (1949) (non accreditata)
- Quando torna primavera (It Happens Every Spring), regia di Lloyd Bacon (1949) (non accreditata)
- Amaro destino (House of Strangers), regia di Joseph L. Mankiewicz (1949)
- L'amante indiana (Broken Arrow), regia di Delmer Daves (1950)
- 14ª ora (Fourteen Hours), regia di Henry Hathaway (1951)
- L'uccello di Paradiso (Bird of Paradise), regia di Delmer Daves (1951)
- La regina dei pirati (Anne of the Indies), regia di Jacques Tourneur (1951)
- Ragazze alla finestra (Belles oh Their Toes), regia di Henry Levin (1952)
- I miserabili (Les Miserables), regia di Lewis Milestone (1952)
- Squilli di primavera (Stars and Stripes Forever), regia di Henry Koster (1952)
- Il principe coraggioso (Prince Valiant), regia di Henry Hathaway (1954)
- La principessa del Nilo (Princess of the Nile), regia di Harmon Jones (1954)
- I gladiatori (Demetrius and the Gladiators), regia di Delmer Daves (1954)
- Giocatore d'azzardo (The Gambler from Natchez), regia di Henry Levin (1954)
- La vergine della valle (White Feather), regia di Robert D. Webb (1955)
- I sette ribelli (Seven Angry Men), regia di Charles Marquis Warren (1955)
- L'ultima caccia (The Last Hunt), regia di Richard Brooks (1956)
- I dieci comandamenti (The Ten Commandments), regia di Cecil B. DeMille (1956)
- Fratelli rivali (Love Me Tender), regia di Robert D. Webb (1956)
- L'ultima riva (The River's Edge), regia di Allan Dwan (1957)
- Le avventure e gli amori di Omar Khayyam (Omar Khayyam), regia di William Dieterle (1957)
- Dalla Terra alla Luna (From the Earth to the Moon), regia di Byron Haskin (1958)
- La tigre di Eschnapur (Der Tiger von Eschnapur), regia di Fritz Lang (1959)
- Il sepolcro indiano (Das indische Grabmal), regia di Fritz Lang (1959)
- Cella della morte (Why Must I Die?), regia di Roy Del Ruth (1960)
- Il sepolcro dei re, regia di Fernando Cerchio (1960)
- Most Dangerous Man Alive, regia di Allan Dwan (1961)
- I masnadieri, regia di Mario Bonnard (1961)
- I racconti del terrore (Tales of Terror), regia di Roger Corman (1962)
- La città dei mostri (The Haunted Palace), regia di Roger Corman (1963)

### Televisione
- Matinee Theatre – serie TV, 1 episodio (1956)
- The 20th Century-Fox Hour – serie TV, episodio 1x13 (1956)
- Climax! – serie TV, 2 episodi (1956-1957)
- Cimarron City – serie TV, episodio 1x18 (1959)
- Carovane verso il West (Wagon Train) – serie TV, 2 episodi (1958-1959)
- Avventure lungo il fiume (Riverboat) – serie TV, episodio 1x05 (1959)
- L'uomo e la sfida (The Man and the Challenge) – serie TV, episodio 1x06 (1959)
- June Allyson Show (The DuPont Show with June Allyson) – serie TV, episodio 1x13 (1959)
- Johnny Ringo – serie TV, 1 episodio (1960)
- The Millionaire – serie TV, 1 episodio (1960)
- Tales of Wells Fargo – serie TV, 1 episodio (1961)
- Gli uomini della prateria (Rawhide) – serie TV, 2 episodi (1960-1962)
- La legge di Burke (Burke's Law) – serie TV, 2 episodi (1963-1965)

## Doppiatrici italiane
Nelle versioni in italiano delle opere in cui ha recitato, Debra Paget è stata doppiata da:
- Fiorella Betti in I gladiatori, I dieci comandamenti, La principessa del Nilo, La vergine della valle, Giocatore d'azzardo, L'amante indiana (riedizione), Il sepolcro dei re
- Miranda Bonansea in L'urlo della città, I miserabili, Squilli di primavera, L'uccello di paradiso
- Maria Pia Di Meo in Il principe coraggioso, I sette ribelli, Fratelli rivali, I masnadieri
- Micaela Giustiniani in La regina dei pirati, L'ultima riva
- Rosetta Calavetta in La tigre di Eschnapur, Il sepolcro indiano
- Paola Veneroni in 14ª ora
- Germana Calderini in Ragazze alla finestra
- Vittoria Febbi in L'ultima caccia
- Lydia Simoneschi in Le avventure e gli amori di Omar Khayyam
- Gabriella Genta in Dalla terra alla luna
- Rita Savagnone in La città dei mostri